# اپریش
اپریش (به مجاری: Eperjes) یک منطقهٔ مسکونی در مجارستان است که در ناحیه سنتش واقع شده‌است. اپریش ۷۳٫۹۳ کیلومتر مربع مساحت و ۶۹۷ نفر جمعیت دارد.